# H. Rella & Co

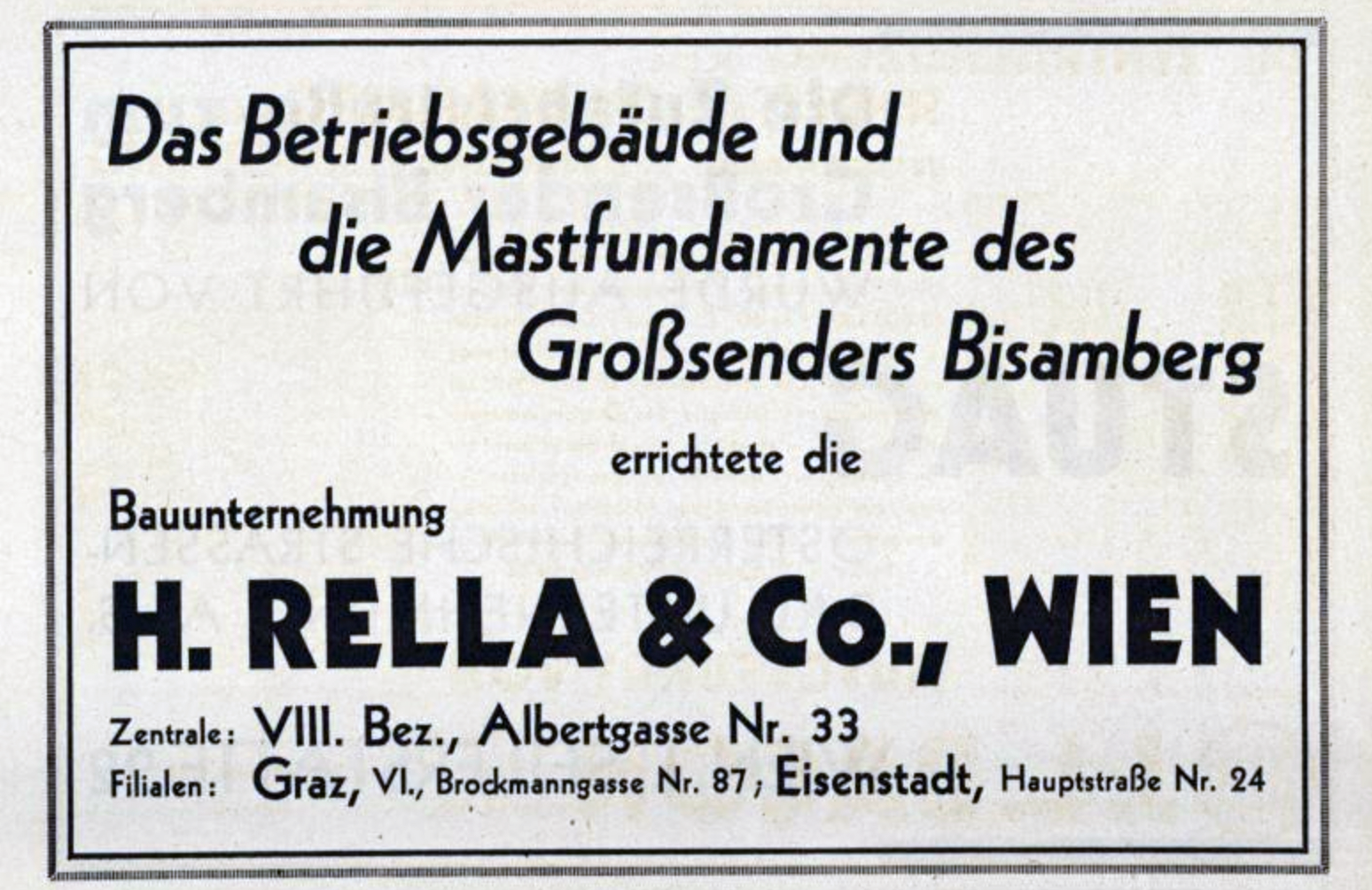
Werbeanzeige (1933)

Die Bauunternehmung H. Rella & Co. war ein bedeutendes Hoch- und Tiefbauunternehmen aus Wien, welches einige der bekanntesten Bauten im heutigen Österreich errichtete.

## Geschichte
Das Unternehmen wurde am 5. Jänner 1892 als offene Handelsgesellschaft von Hugo Rella und Cavaliere Giovanni Ravagni gegründet. Zu Beginn trat die Firma als Lieferant italienischer Steinstufen und Marmor für Verkleidungen auf, es war ihr deshalb eine eigene Terrazzo- und Granit-Abteilung angeschlossen. Daneben wurden Kanalanlagen projektiert und errichtet, u. a. für die Städte Olmütz, Pressburg und Meran.

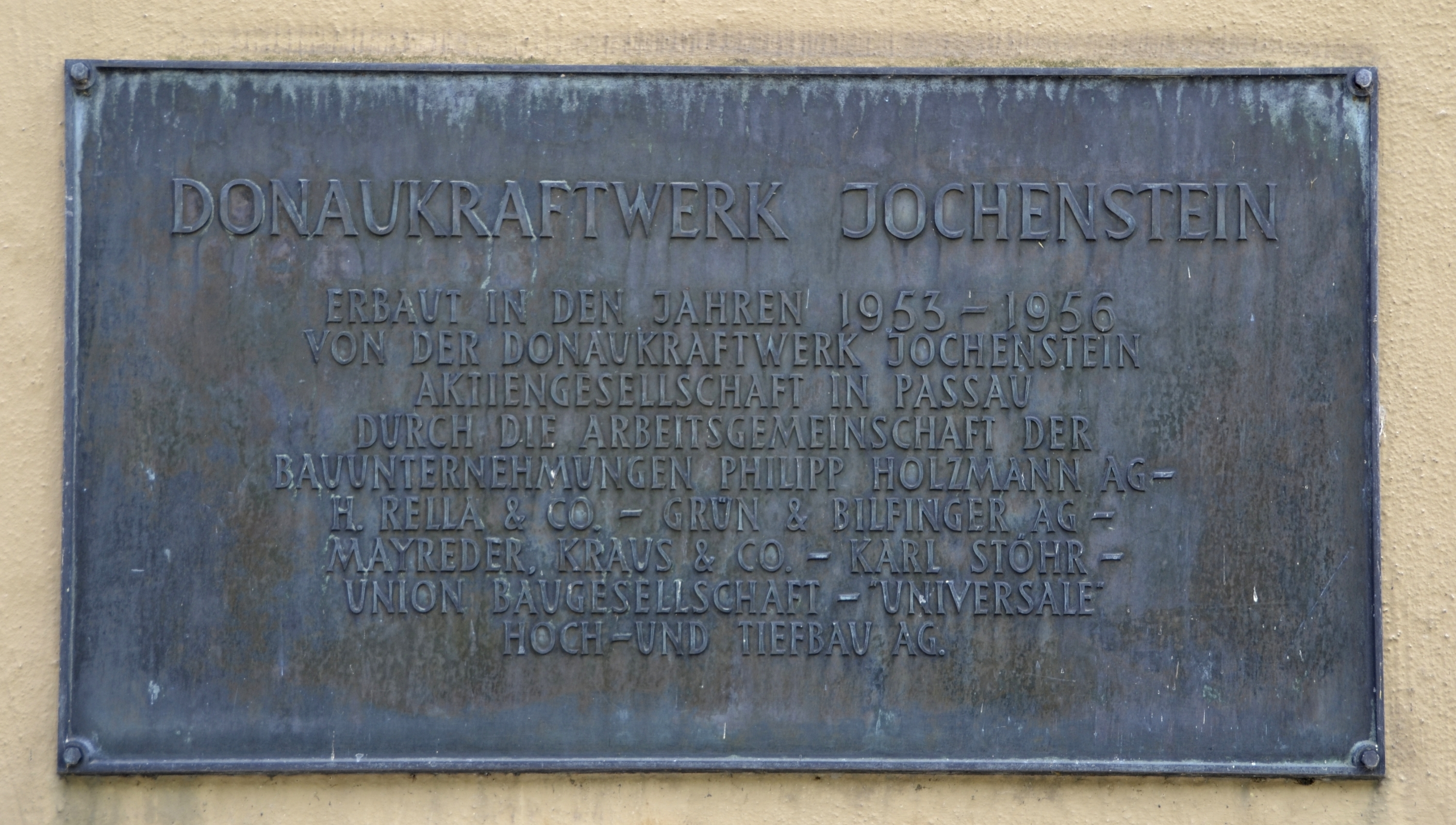
Gedenkplatte am Donaukraftwerk Jochenstein

Hugo Rella verstarb bereits im Jahr 1900, im folgenden Jahr trat mit Dipl. Ing. Rudolf Nemetschke sen. als offener Gesellschafter ein Mann in das Unternehmen ein, welcher dessen Entwicklung nachhaltig prägen sollte. Nach und nach entwickelte sich Rella & Co. zu einer Großbaufirma, welche in dieser Zeit bereits über Niederlassungen in Teplitz-Schönau, Olmütz, Kronstadt und Trient verfügte. Zu den in dieser Zeit errichteten Bauten zählen neben Talsperren in Böhmen vor allem Teilstrecken der Neuen Alpenbahnen der k.k. Staatsbahnen unter teilweise schwierigsten geologischen Bedingungen. Neben dem Straßen-, Eisenbahn- und Kanalbau wurden auch Elektrizitätswerke errichtet und beispielsweise alle Tiefbauarbeiten am Gaswerk Leopoldau der Stadt Wien ausgeführt. Auch am Bau der II. Wiener Hochquellenwasserleitung was das Unternehmen mit Kanal-, Stollen- und Brückenbauten beteiligt. Als Zeichen seiner vielfältigen Verdienste erhielt Rudolf Nemetschke den Titel eines k.k. Oberbaurates verliehen.

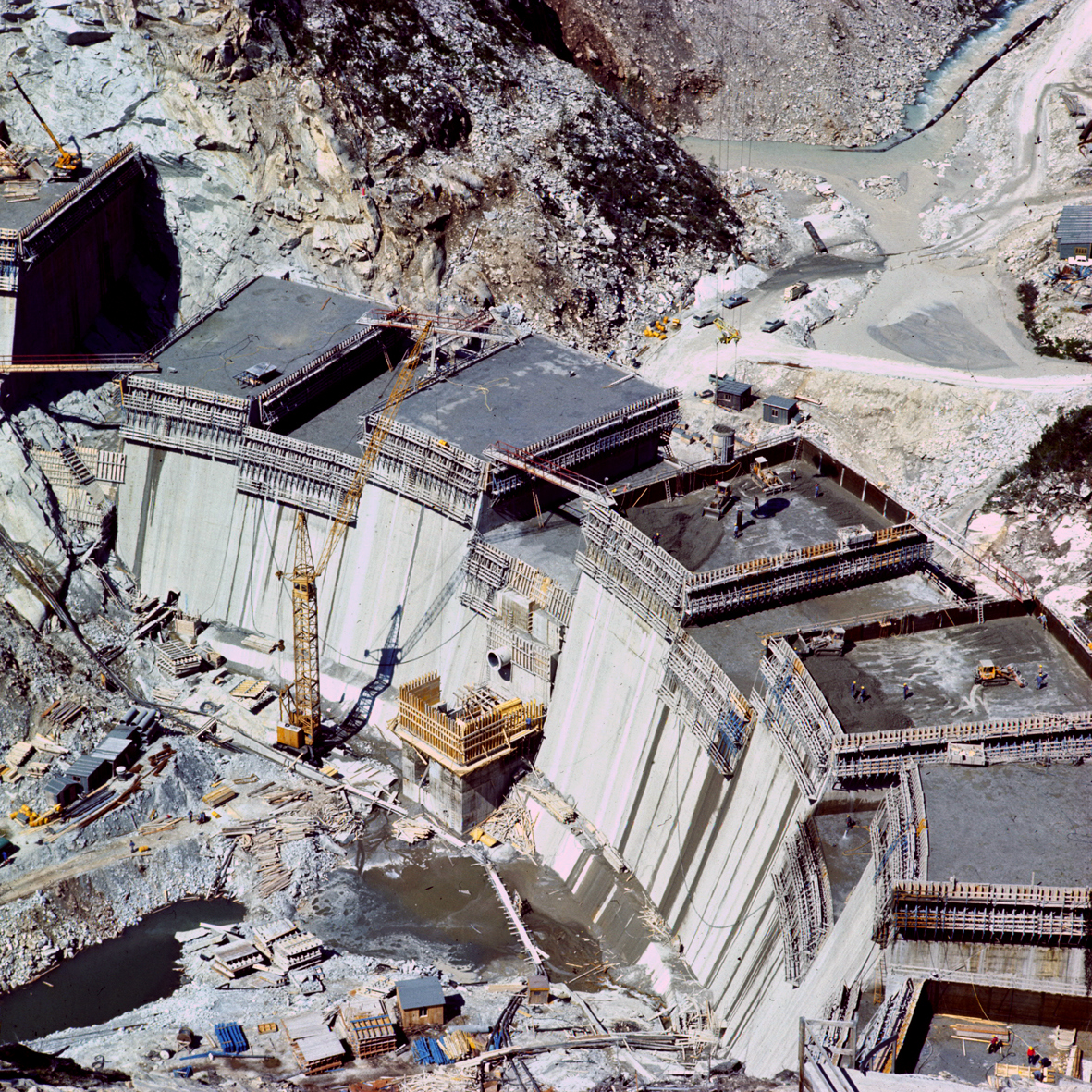
Bau der Kölnbreinsperre (1975)

Im Ersten Weltkrieg wurden wichtige Bauten für die Rüstungsindustrie wie beispielsweise die Pulverfabrik Blumau und die Wöllersdorfer Werke sowie eine große Erweiterung der Skodawerke in Pilsen errichtet.
1920 wurden die drei Söhne Rudolf Nemetschkes, Egon, Alfred und Rudolf Nemetschke jun. als Gesellschafter in das Unternehmen aufgenommen. In der Zwischenkriegszeit wurden weitere Großprojekte wie u. a. das Speicherkraftwerk Partenstein, der Sender Bisamberg und das Funkhaus Argentinierstraße verwirklicht. Auch Gemeindebauten in Wien wurden errichtet.
Nach dem Anschluss Österreichs ans Deutsche Reich weitete H. Rella & Co. seine Tätigkeit dorthin aus. Nach dem Tode seines Vaters übernahm Rudolf Nemetschke im Jahr 1940 gemeinsam mit seinem Bruder Alfred die Leitung der Firma. In dieser Zeit wurden auch Stollenbauten für die U-Verlagerung der NS-Kriegswirtschaft errichtet, auch unter Einsatz von Zwangsarbeitern. Zu den bekanntesten in dieser Zeit errichteten Bauten zählen die Stollenanlagen des KZ Ebensee und des KZ Redl-Zipf in Oberösterreich. Auch mit den Bauten an den Donaukraftwerken, den Kraftwerken am Kamp sowie dem Kraftwerk Kaprun wurde bereits während des Krieges begonnen.
Die Nachkriegszeit bedeutete für H. Rella & Co. eine Phase der Hochkonjunktur, zahlreiche Großprojekte wurden oft in Arbeitsgemeinschaft mit anderen Baufirmen wie Porr, Stuag, Universale, Mayreder, Union-Baugesellschaft, Hofmann & Maculan sowie Dyckerhoff verwirklicht. Dazu zählen u. a. die Donaukraftwerke Jochenstein, Ybbs-Persenbeug und Wallsee-Mitterkirchen. Das bereits im Krieg begonnene Kraftwerk Kaprun wurde zu einem Symbol des Wiederaufbaus des Landes, ebenso der Bau der Westautobahn A1. Auch die Kampstauseen Ottenstein und Dobra wurden von Rella & Co. gebaut, weiters Wasserkraftwerke an der Enns wie beispielsweise die Kraftwerke Großraming und Hieflau, das Kopswerk in Vorarlberg, der Nordteil des Felbertauerntunnels sowie der Nordteil des Schneealpenstollens.
Im Jahre 1965 schloss sich das Unternehmen mit der Union-Baugesellschaft zur Arbeitsgemeinschaft Fertigbau zusammen, welche das System FIORIO in Lizenz übernahm, welches Anfang der 1950er Jahre von den Brüdern Henri und Georges Fiorio in Frankreich entwickelt wurde.

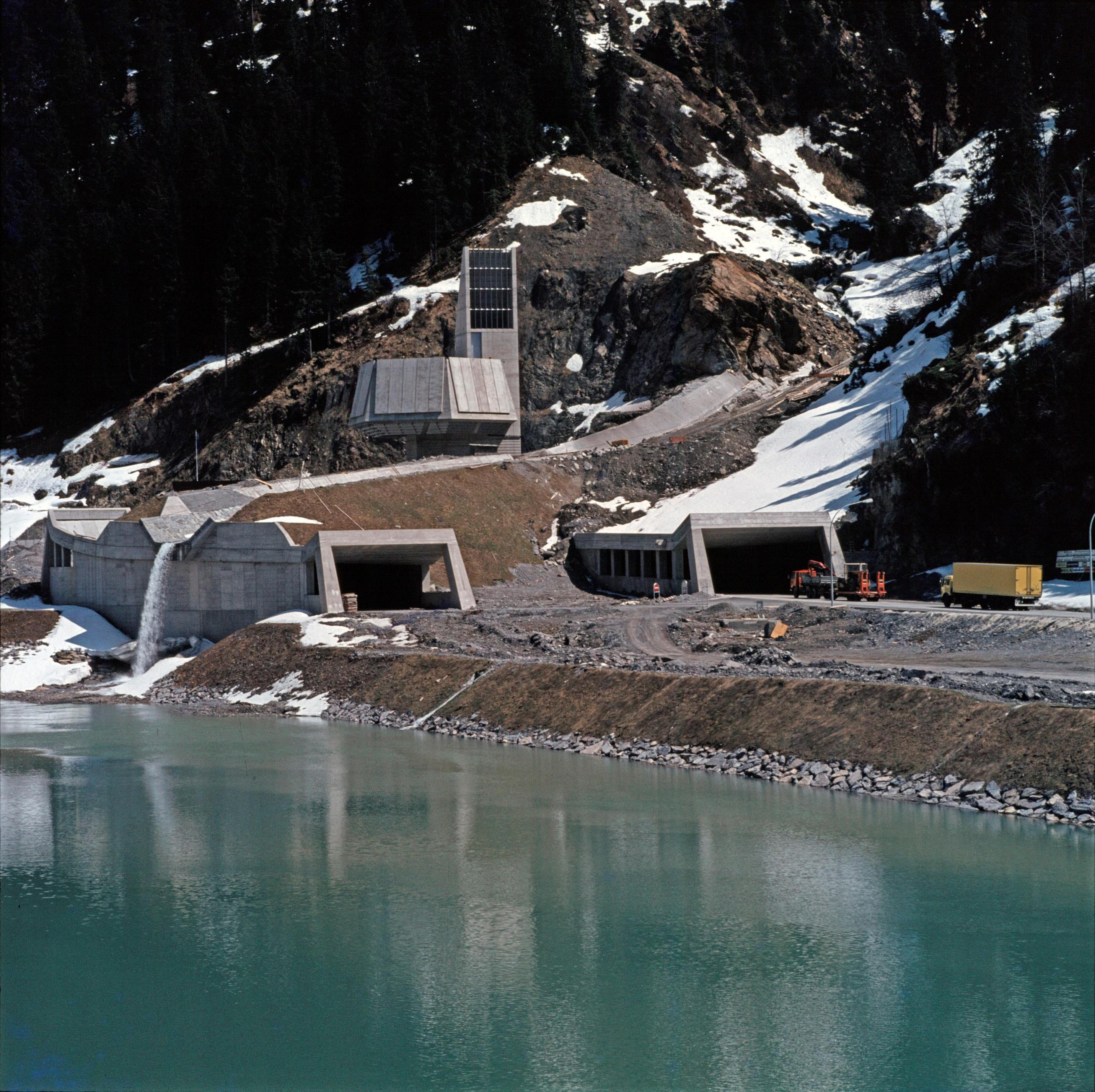
Westportal des Arlbergtunnels (1979)

1967 verfügte das Unternehmen über Niederlassungen in Wien, Salzburg, Graz, Linz und Eisenstadt. In Wien wurden mit dem Donauturm (1964), der UNO-City und dem Allgemeinen Krankenhaus AKH das Stadtbild prägende Bauten errichtet. Es wurden Baulose des im Entstehen begriffenen Autobahnnetzes übernommen, wie beispielsweise die beiden größten Tunneln der Tauernautobahn, Talübergänge der Brennerautobahn und der Südautobahn sowie der Westteil des Arlbergtunnels mitsamt dem Lüftungsschacht Albona und die Abschnitte Stephansplatz, Favoritenstraße und Schottentor der Wiener U-Bahn. Ebenso wurden weiterhin Wohnbauten wie beispielsweise der Wohnpark Alt-Erlaa oder die Wohnhausanlage Am Schöpfwerk gebaut und Baulose für Pipelines übernommen. Auch am Bau des Kernkraftwerkes Zwentendorf – im Nachhinein die größte Investitionsruine Österreichs – war das Unternehmen beteiligt. Mit der Kölnbreinsperre der Maltakraftwerke in Kärnten errichtete H. Rella & Co. die größte Talsperre Österreichs.
Zu den letzten Bauten des Unternehmens zählen der Zentralverschiebebahnhof Kledering und die Neue Donau in Wien. 1985 kam es im Zuge eines Konkursverfahrens zum Ausgleich, die Baufirma H. Rella & Co. wurde in Folge von der Stuag (und in weiterer Folge von der Strabag) übernommen.

## Bauten von H. Rella & Co. (Auswahl)
- Teilstrecke Assling – Wocheiner Feistritz der Wocheinerbahn
- Teile der II. Wiener Hochquellenwasserleitung
- Kanalnetz in Wien
- Tiefbauarbeiten am Gaswerk Leopoldau
- Regulierung der March in Niederösterreich
- Zahnradbahn auf den Dreikreuzberg in Karlsbad
- Pulverfabrik Blumau
- Pulverfabrik Wöllersdorf
- Skodawerke Pilsen
- Kraftwerk Partenstein
- Kraftwerk Schwellöd
- Sender Bisamberg
- Funkhaus Wien Argentinierstraße
- KZ Ebensee
- KZ-Nebenlager Redl-Zipf
- S III Odruf-Jonastal
- Kraftwerk Kaprun
- Westautobahn A1
- Donaukraftwerk Jochenstein
- Donaukraftwerk Aschach
- Donaukraftwerk Ybbs-Persenbeug
- Donaukraftwerk Wallsee-Mitterkirchen
- Donaukraftwerk Greifenstein
- Donaukraftwerk Melk
- Donaukraftwerk Abwinden-Asten
- Donaukraftwerk Altenwörth
- Donaukraftwerk Ottensheim-Wilhering
- Stausee Ottenstein
- Stausee Dobra
- Ennskraftwerk Hieflau
- Traunkraftwerk Marchtrenk
- Kopswerk
- Nordteil Felbertauerntunnel
- Nordteil Schneealpenstollen
- Rodundwerk
- Donauturm in Wien
- Hotel Intercontinental Wien
- Katschbergtunnel
- Tauerntunnel
- Kraftwerk Dürnrohr
- Kraftwerk Theiß
- Kernkraftwerk Zwentendorf
- UNO-City Wien
- Kölnbreinsperre
- Allgemeines Krankenhaus AKH
- Wohnpark Alterlaa
- Wohnhausanlage Am Schöpfwerk
- Tanzenbergtunnel
- Gratkorntunnel Süd
- Zentralverschiebebahnhof Kledering (120 km Gleise)
- Zentralverschiebebahnhof Wolfurt (30 km Gleise)
- Donaubrücke Hainburg
- Neue Donau in Wien